# Halodiplosis steinbergi
Halodiplosis steinbergi är en tvåvingeart som först beskrevs av Marikovskij 1956.  Halodiplosis steinbergi ingår i släktet Halodiplosis och familjen gallmyggor.
Artens utbredningsområde är Kazakstan. Inga underarter finns listade i Catalogue of Life.